# Camera Work

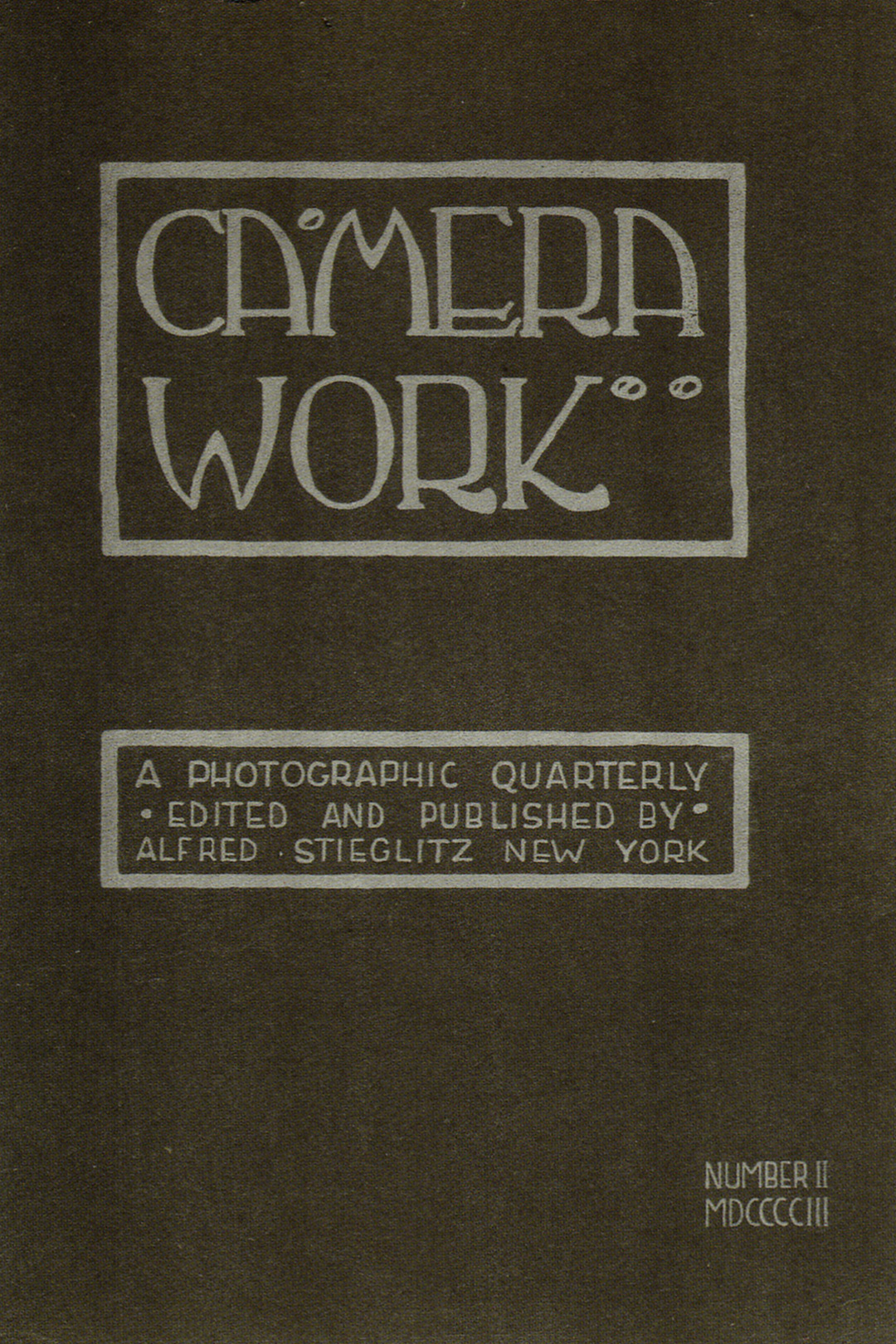
Capa da Camera Work No 2, 1903

Camera Work foi uma revista de fotografia publicada entre 1903 e 1917, editada e idealizada pelo fotógrafo e promotor artístico Alfred Stieglitz. Destinada a promover a fotografia como uma forma de arte autêntica, a revista foi fundamental na construção do movimento pictorialista nos Estados Unidos e ao redor do mundo. Com suas edições luxuosas e visualmente refinadas, Camera Work representou o ápice do pensamento pictorialista e ajudou a estabelecer um novo padrão estético na fotografia, destacando sua capacidade de criar composições com sensibilidades artísticas comparáveis às da pintura e do desenho.

## Estrutura e Conteúdo
Cada número de Camera Work era uma obra de arte em si. Publicada trimestralmente, a revista se destacava pela qualidade impecável de suas reproduções fotográficas, com impressões em fotogravura que conferiam às imagens uma textura e qualidade quase tátil. Os exemplares incluíam ensaios críticos, escritos tanto por Stieglitz quanto por outros artistas e teóricos influentes, que discutiam as questões filosóficas e estéticas da fotografia. Esses textos incluíam revisões de exposições, análises sobre a arte moderna e ensaios teóricos sobre o papel do fotógrafo enquanto artista.
Além de reproduções fotográficas de alta qualidade, Camera Work trazia críticas de literatura e filosofia, artigos sobre estética e design, bem como ensaios que discutiam o simbolismo, o impressionismo e outras influências que moldaram o pensamento pictorialista. A revista apresentava ainda críticas contundentes à fotografia comercial e à fotografia documental, promovendo uma abordagem que defendia a fotografia como um meio expressivo e pessoal.